# NGC 5730
NGC 5730 est une galaxie spirale magellanique située dans la constellation du Bouvier. Sa vitesse par rapport au fond diffus cosmologique est de 2 662 ± 10 km/s, ce qui correspond à une distance de Hubble de 39,3 ± 2,8 Mpc (∼128 millions d'al). NGC 5730 a été découverte par l'astronome germano-britannique William Herschel en 1787.
On ne s'entend pas sur la classification de cette galaxie, la base de données NASA/IPAC et Wolfgang Steinicke la classent comme une galaxie irrégulière.
La classe de luminosité de NGC 5730 est V-VI et elle présente une large raie HI. C'est aussi une galaxie à sursaut de formation d'étoiles.
À ce jour, trois mesures non basées sur le décalage vers le rouge (redshift) donnent une distance de 34,867 ± 6,772 Mpc (∼114 millions d'al), ce qui est à l'intérieur des valeurs de la distance de Hubble.
La distance de Hubble de NGC 5731 est de 39,06 ± 2,74 Mpc (∼127 millions d'al). Comme NGC 5730 et NGC 5731 sont rapprochées sur la sphère céleste, elles forment une paire de galaxies qui sont possiblement interaction gravitationnelle.

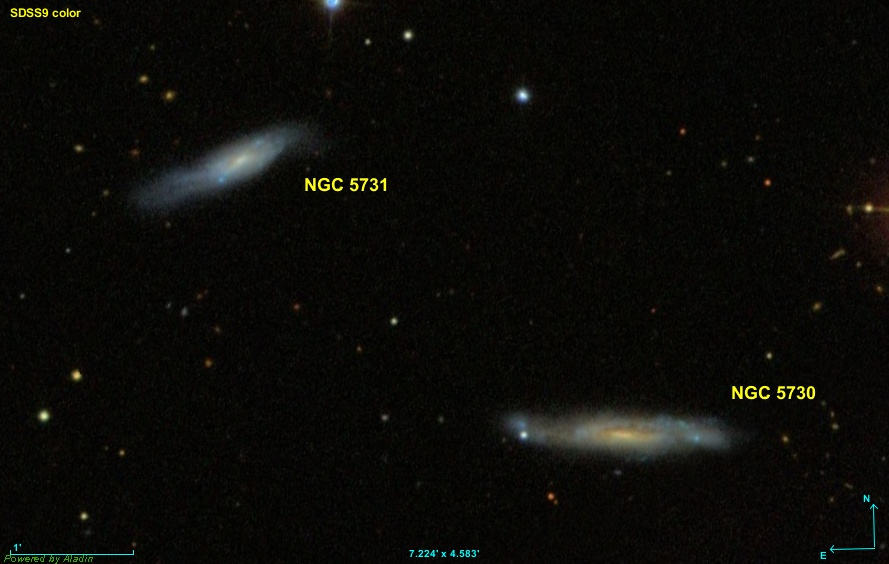
La paire de galaxies NGC 5730 et NGC 5731.